# Miroslav Brož
Miroslav Brož (* 24. September 1975 in Pardubice, Tschechoslowakei) ist ein tschechischer Astronom. Nach ihm ist der Asteroid des inneren Hauptgürtels (16244) Brož benannt.

## Leben
Von 1990 bis 1994 besuchte Brož das Gymnasium mit erweitertem Mathematik- und Physikunterricht in Hradec Králové und von 1994 bis 1999 die Fakultät für Mathematik und Physik an der Karls-Universität in Prag mit dem Spezialgebiet Astronomie. Nach seinem Zivildienst (1999 bis 2001) führte er sein Studium zum Ph.D. am Institut für Astronomie und der Fakultät für Mathematik und Physik an der Karls-Universität in Prag durch. Seine Dissertation trug den Titel Yarkovsky effect and the Dynamics of the Solar System. 2015 erhielt er die Habilitation mit der Dissertation Per asteroides ad astra. Brož ist verheiratet und hat zwei Kinder.

## Wirken
Auf Researchgate, einem kommerziellen sozialen Netzwerk einer Wissenschaftsdatenbank für Forscher, sind 25 Publikationen von Miroslav Brož gelistet.
1999 und seit 2001 arbeitet er am Observatorium Hradec Králové und seit 2006 am Institut für Astronomie und der Fakultät für Mathematik und Physik an der Karls-Universität in Prag. Seine Spezialgebiete sind Himmelsmechanik, numerische Methoden, Nichtgravitationseffekte, Kollisionsdynamik und Astrophysik.
Brož ist Mitglied der Internationalen Astronomische Union (Division A Fundamental Astronomy und Division F Planetary Systems and Astrobiology), der American Astronomical Society (Division for Planetary Sciences) und der Astronomical Society in Hradec Králové.

### (10) Hygiea
Er ist mit Bárbara Ferreira, Pavel Ševeček und Pierre Vernazza Mitautor einer Studie, die den Asteroid des äußeren Hauptgürtels (10) Hygiea untersuchte. Sie ist das Hauptobjekt der fast 7000 Objekte umfassenden Hygiea-Familie. Die Masse von (10) Hygiea wurde untersucht, um festzustellen, ob (10) Hygiea als Zwergplanet infrage kommen würde. Drei der vier Voraussetzungen für einen Zwergplanet sind bereits erfüllt: 1) (10) Hygiea umkreist die Sonne. 2) (10) Hygiea ist kein Satellit. 3) (10) Hygiea hat den Bereich um ihre Umlaufbahn nicht freigeräumt, im Gegensatz zu Planeten. Die vierte Anforderung wäre, dass (10) Hygiea genügend Masse hätte, um sich ihre eigene Schwerkraft zu einer nahezu kugelförmigen Form zu kommen. Das ist genau das, was die VLT-Beobachtungen nun über Hygiea ergeben haben. Die Studie zeigte, dass große Einschlagkrater auf (10) Hygiea fehlen. Es wird angenommen, dass ein vor etwa zwei Milliarden Jahren vorgefallenen Zusammenstoß ein astronomisches Objekt zerstört hat, die übrig gebliebenen Teile sich zusammensetzten und dadurch die runde Form von (10) Hygiea und andere Asteroiden der Hygiea-Familie entstanden. Durch die runde Form ist (10) Hygiea ein aussichtsreicher Zwergplanetenkandidat; sie wäre der kleinste Zwergplanet.

## Auszeichnungen
Vier seiner Publikationen erhielten den Dean’s Award:
- 2013: Physics of the Solar System (Lehrbuch)
- 2015: Physics of small Solar System bodies (Vorlesung)
- 2017: Astronomical measurements (Lehrbuch)
- 2019: Astrophysics for physicists (Vorlesung)